# Мельников Дмитро Федорович
Дмитро Федорович Мельников (1 вересня 1882 — 6 січня 1937) — український геолог, гірничий інженер, директор Українського геологорозвідувального управління (1929—1933, 1934—1937), Ректор Київського політехнічного інституту (1929—1930), Ректор Київського державного університету (1933—1934).

## Біографія
Народився у 1882 році на Донеччині. У 1902 році вступив до Ново-Олександрівського лісового інституту. У 1905 році був виключений за участь у студентських революційних виступах. Поновив навчання в Петербурзькому гірничому інституті. З 1914 року працював гірничим інженером на шахтах Донбасу. Продовжував свою політичну діяльність і 1916 році став членом РСДРП(б). Викладав у Лисичанській штейгерській школі.
Після Лютневої революції 1917 був обраний головою робітничого уряду Миколаївського руднику і Кальміусько-Берестівської Ради робітничих депутатів. Після Жовтневої Революції обраний членом виконкому Лисичанської ради робітничих депутатів і головою Лисичанського ревкому. 
З 1929 по 1933 рр. очолював Українське геологорозвідувальне управління. З листопада 1929 року по 15 травня 1930 року був ректором Київського політехнічного інституту. Ректор Київського державного університету (1933—1934). Дмитро Мельников сприяв організації геолого-географічного факультету у 1933 році, залучив до роботи в університеті відомих учених-геологів – академіка Миколу Світальського, професорів Володимира Крокоса, Миколу Безбородька, Леоніда Крижанівського, Володимира Бондарчука. З нового 1933—34 навчального року діяли кафедри військової підготовки та фізичного виховання. У квітні 1934 року Дмитро Федорович повернувся до Українського геологорозвідувального управління. 
Помер 6 січня 1937 року. Похований у Києві.
У 1926 році його ім'я було присвоєне найбільшій шахті Лисичанська.